# Eugen Lunde
Eugen Peder Lunde (ur. 18 maja 1887 w Kristianii (Oslo), zm. 17 czerwca 1963 tamże) – norweski żeglarz sportowy. Złoty medalista olimpijski z Paryża.
Zawody w 1924 były jego jedynymi igrzyskami olimpijskimi. Medal wywalczył w klasie 6 metrów. Załogę jachtu tworzyli również Christopher Dahl i Anders Lundgren. Medalistami olimpijskimi byli jego syn Peder oraz wnuk. Olimpijką była jego prawnuczka Jeanette Lunde, która brała udział zarówno w igrzyskach zimowych (1994), jak i letnich (2000).